# Yves Cuau
Pour les articles homonymes, voir Cuau.
Yves Cuau est un écrivain et journaliste français né le 10 septembre 1934 à Boulogne-Billancourt.

## Biographie
Yves Cuau naît le 10 septembre 1934 à Boulogne-Billancourt, dans la Seine.
Étudie à l’Ecole Alsacienne à Paris. En troisième, l’école lance un journal, sans doute à l’origine de la vocation d’Yves Cuau.(réf . Hubert SEYDOUX, élève de la même école de 1947/1748 a 1949/1950).
Licencié en droit et diplômé de l'Institut d'études politiques de Paris, il fait ses débuts en 1960 au service Étranger du Figaro.

## Œuvres
- Israël attaque : 5 juin 1967  (préf. Raymond Aron), Paris, Robert Laffont, coll. « Ce jour-là », 1968, 342 + 15 (BNF 37459904) ;
- Avec Max Clos, La Revanche des deux vaincus, Paris, Éditions et publications premières, 1971, 244 p. (BNF 35303231).

## Prix
Il est lauréat du prix Albert-Londres 1968 pour Israël attaque.